# Kibang
Kibang is een bestuurslaag in het regentschap Lampung Timur van de provincie Lampung, Indonesië. Kibang telt 3683 inwoners (volkstelling 2010).